# Turi Tamás (autóversenyző)
Turi Tamás (Miskolc, 1966. december 12. –) magyar raliversenyző, sokszoros magyar ralibajnok.

## Pályafutása
1986-ban Rally II abszolút bajnoki címet szerzett Ladával. 1995-ben N1-es bajnok lett Suzuki Swift GTI-vel Rally I. osztályban Tóth Imrével az oldalán. 1996-ban, 1997-ben és 1998-ban F2 és A7-es bajnokok lettek szintén Tóth Imrével a KOKO Motorsport színeiben először egy Nissan Sunny-val, majd egy Nissan Almera Kit-Carral. 2000-ben és 2002-ben sikerült fellépni a királykategóriába, mind a két évben egy Toyota Corolla WRC-vel sikerült a bajnokságban 4. helyet elérni. 2000-ben, rögtön az első WRC-s évben sikerült megszerezni az első abszolút futamgyőzelmet, amely a 14. Symphonia-Budapest Rallye volt, ekkor az itinert Papp György olvasta. 2003-ban az A8-as géposztály 2. helyén végeztek immáron Kerék Istvánnal, és egy Mitsubishi Lancer Evo VI-tal.
2004-ben egy Skoda Octavia WRC-vel és Kerék Istvánnal az oldalán megszerezték a Magyar Országos Rally Bajnokság Abszolút Bajnoki címét.
2005-ben maradt a típus, amivel hatalmas csatában (az utolsó futamon négyen voltak esélyesek a bajnoki címre) az abszolút 4. helyet sikerült elérni a bajnokságban. 2006-ban váltott Skoda Fabia WRC-re, és ismét Tóth Imre ült a jobb oldalra, de ez az év rengeteg technikai hibák miatti kieséssel zárult. 2007-ben maradt a trió, de az autó már máshonnan érkezett, így év végén sikerült egy abszolút 2. helyet begyűjteni. Végig csatában voltak a bajnoki címért, de sajnos a Mecsek Rallye egy hatalmas bukással végződött.
2008-ban egy Toyota Corolla WRC-be ült vissza, amivel három futamot teljesítettek Imivel, de a pilóta az öregecske technikával is bizonyította kvalitásait, rengeteg új WRC-t szorított maga mögé, egy futamgyőzelem is majdnem sikerült, de sajnos ezt egy defekt keresztülhúzta, így 2. helyet szereztek a Miskolc Rally-n.
2009-ben az első két futam kimaradt egy vállsérülés miatt, majd egy Subaru Impreza S12B WRC-be ültek bele, amely a Korda Racing csapatától érkezett. Egy 3. és egy 2. helyet sikerült begyűjteni, majd egy hatalmas bukás következtében a Mecsek Rallye-n gyakorlatilag megsemmisült az autó, a pilóta kulcscsonttörést szenvedett.
2010-ben, miután Magyarországról "kitiltották" a WRC-ket, egy Evo IX-es Mitsubishivel és Percze Nándival próbáltak szerencsét a Magyar Bajnokságban a HELL Racing Team színeiben. Öt futamon sikerült rajthoz állni (7-et rendeztek), ebből négyen célba értek, de így is sikerült megszerezni év végén az abszolút és kategória dobogós, 3. helyét.
2004-ben, 2005-ben, 2006-ban és 2007-ben is abszolút közönségkedvenc pilótává választották, azóta ilyen szavazás nem került megrendezésre, így Turi Tamás a legutolsó közönségkedvenc díjat elnyert pilóta Magyarországon.

## Külső hivatkozások
- Turi Tamás honlapja - TuriFanClub